# 강원특별자치도교육청
강원특별자치도교육청(江原特別自治道敎育廳, Gangwon State Office of Education)은 대한민국 강원특별자치도의 교육·학예에 관한 사무를 담당하는 지방교육행정기관이다.

## 연혁
- 1956년: 강원도교육위원회 설치.
- 1962년: 강원도교육위원회 폐지. 소관 사무는 강원도청 교육국으로 이관.
- 1964년: 강원도교육위원회 설치.
- 1991년: 강원도교육청으로 개편
- 1994년 6월 14일 교육청 청사 이전 준공(춘천시 사농동)
- 2023년 6월 11일 강원특별자치도교육청으로 개편

## 조직
| \| 국 \| 담당관실·과 \| \| 교육감 산하 하부조직 \| 교육감 산하 하부조직 \| \| ---------------------- \| ----------------------------------------------------------------- \| \| \| - 공보담당관실 \| \| 부교육감 산하 하부조직 \| \| \| \| - 감사관실 - 미래학력담당관실 - 미래학교추진단 \| \| 정책국 \| - 정책기획과 - 안전복지과 - 교육지원과 \| \| 교육국 \| - 유초등교육과 - 중등교육과 - 인성생활교육과 - 문화체육특수교육과 \| \| 행정국 \| - 총무과 - 예산과 - 행정과 - 시설과 \| | - 강원특별자치도교육연구원 - 강원특별자치도교육연수원 - 강원특별자치도교육청교육과학정보원 - 강원진로교육원 - 강원외국어교육원 - 강원유아교육진흥원 - 사임당교육원 - 강원학생교육원 - 강원학생통일교육수련원 - 강원도교직원수련원 - 교육문화관 - 춘천교육문화관 - 원주교육문화관 - 강릉교육문화관 - 속초교육문화관 - 삼척교육문화관 - 강원특별자치도춘천교육지원청 - 강원특별자치도원주교육지원청 - 강원특별자치도강릉교육지원청 - 강원특별자치도속초양양교육지원청 - 강원특별자치도동해교육지원청 - 강원특별자치도태백교육지원청 - 강원특별자치도삼척교육지원청 - 강원특별자치도홍천교육지원청 - 강원특별자치도횡성교육지원청 - 강원특별자치도영월교육지원청 - 강원특별자치도평창교육지원청 - 강원특별자치도정선교육지원청 - 강원특별자치도철원교육지원청 - 강원특별자치도화천교육지원청 - 강원특별자치도양구교육지원청 - 강원특별자치도인제교육지원청 - 강원특별자치도고성교육지원청 |
| 국 | 담당관실·과 |
| 교육감 산하 하부조직 | |
| | - 공보담당관실 |
| 부교육감 산하 하부조직 | |
| | - 감사관실 - 미래학력담당관실 - 미래학교추진단 |
| 정책국 | - 정책기획과 - 안전복지과 - 교육지원과 |
| 교육국 | - 유초등교육과 - 중등교육과 - 인성생활교육과 - 문화체육특수교육과 |
| 행정국 | - 총무과 - 예산과 - 행정과 - 시설과 |

## 같이 보기
- 강원특별자치도교육감
- 강원특별자치도 부교육감
- 대한민국 교육부
- 강원특별자치도청
- 강원특별자치도의회